# Villers-les-Pots
Villers-les-Pots ist eine französische Gemeinde mit 1.206 Einwohnern (Stand: 1. Januar 2022) im Département Côte-d’Or in der Region Bourgogne-Franche-Comté. Sie gehört zum Arrondissement Dijon und zum Kanton Auxonne. Die Einwohner werden Potiers genannt.

## Geographie
Villers-les-Pots liegt etwa 32 Kilometer ostsüdöstlich von Dijon. Umgeben wird Villers-les-Pots von den Nachbargemeinden Athée im Norden und Osten, Auxonne im Osten und Südosten, Tillenay im Süden, Champdôtre im Süden und Südwesten, Tréclun im Südwesten, Soirans im Westen sowie Collonges-lès-Premières im Westen.

## Bevölkerungsentwicklung
| Jahr                       | 1962 | 1968 | 1975 | 1982 | 1990 | 1999 | 2006 | 2013 | 2019 |
| Einwohner                  | 722  | 731  | 790  | 763  | 855  | 871  | 999  | 1076 | 1167 |
| Quellen: Cassini und INSEE |      |      |      |      |      |      |      |      |      |

## Sehenswürdigkeiten
- Kirche Saint-Michel aus dem 17. Jahrhundert
- Kapelle Notre-Dame-de-la-Levée aus dem 16. Jahrhundert

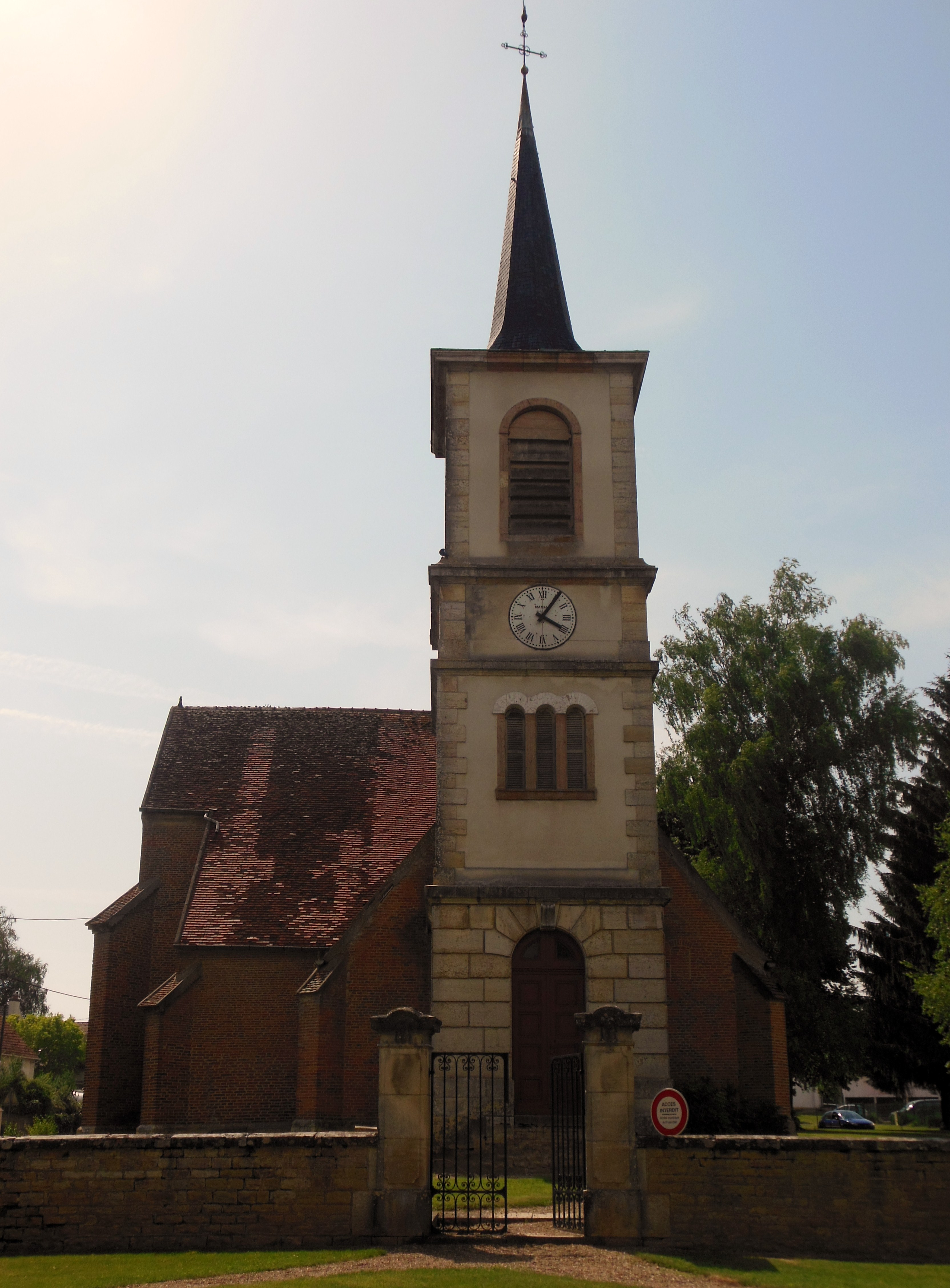
Kirche Saint-Michel
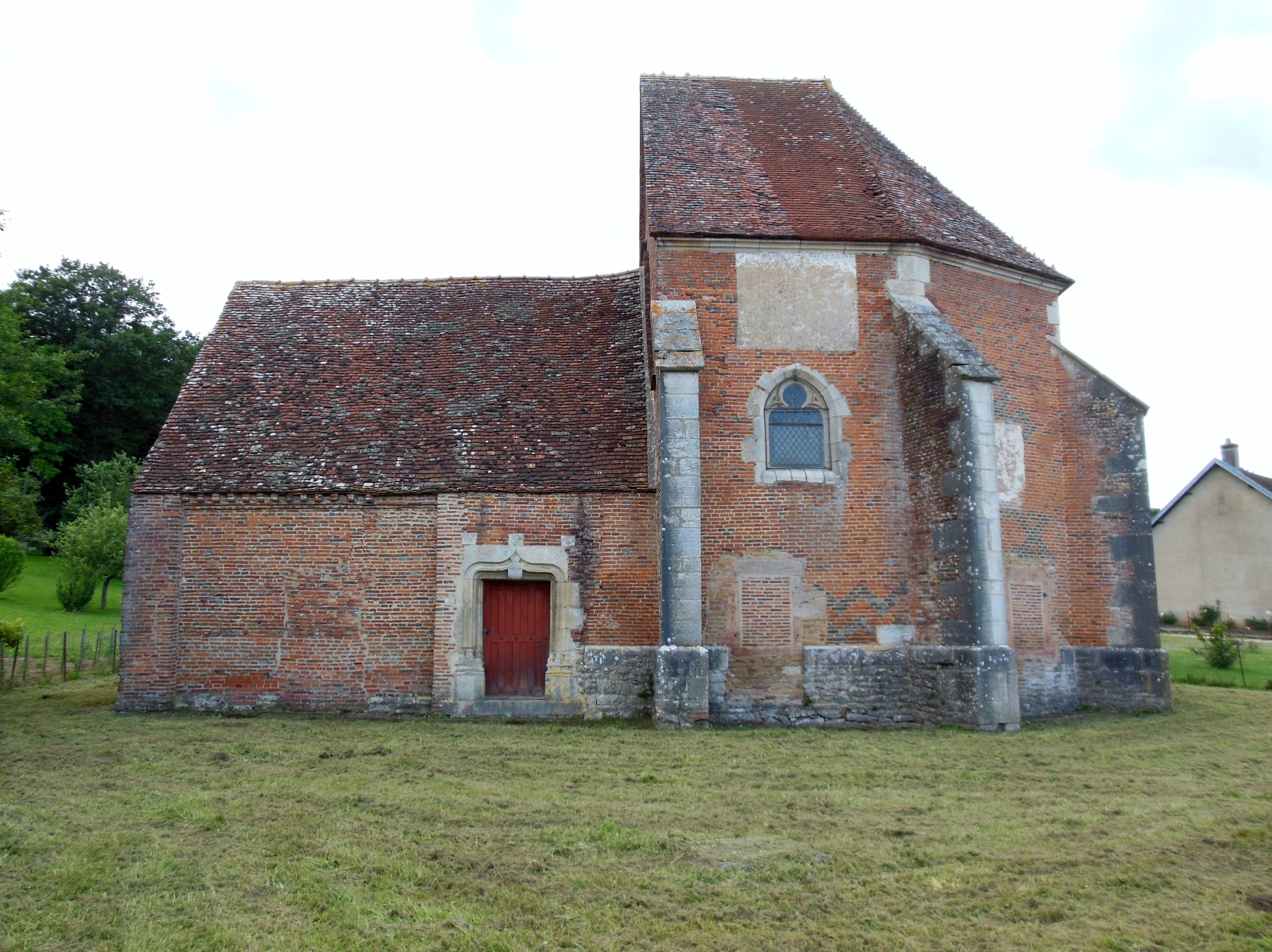
Kapelle Notre-Dame-de-la-Levée

## Persönlichkeiten
- Léon Gastinel (1823–1906), Komponist und Geiger